# Varlam Avanesov
Varlam Aleksándrovich Avanésov (ruso: Варлаам Александрович Аванесов; nacido Surén Kárpovich Martirosián, ruso: Сурен Карпович Мартиросян) (Óblast de Kars, Imperio Ruso, 1884 – Unión Soviética, 16 de marzo de 1930) fue un político comunista soviético.
Avanésov nació en una familia campesina armenia del Óblast de Kars del Imperio Ruso, zona históricamente armenia actualmente en Turquía. 
En 1901, se unió al Partido Socialdemócrata Hunchak, pasando al Partido Obrero Socialdemócrata de Rusia (POSDR) en 1903. Inicialmente, se situó con los mencheviques, cambiándose a la facción bolchevique en 1914. Entre 1907 y 1913 vivió en Suiza, licenciándose en medicina en la Universidad de Zúrich. Fue secretario del grupo del POSDR en Davos. 
En 1917, fue elegido miembro del Comité Ejecutivo Central Panruso y miembro de su presidium en 1919. Entre 1920 y 1924, fue vicecomisario del pueblo de la Cheka y miembro de su Colegio y al mismo tiempo, miembro de la junta directiva del Comisariado del Pueblo de Control del Estado, en el Comisario del Pueblo Adjunto de la Inspección Obrera y Campesina. Posteriormente entre 1924 y 1925 fue vicecomisario del pueblo de Comercio Exterior. Entre 1922-1927 fue miembro del Comité Ejecutivo Central de la Unión Soviética. Desde 1925 fue integrante del Presidium del Consejo Supremo de la Economía Nacional de la URSS. 

## Referencias

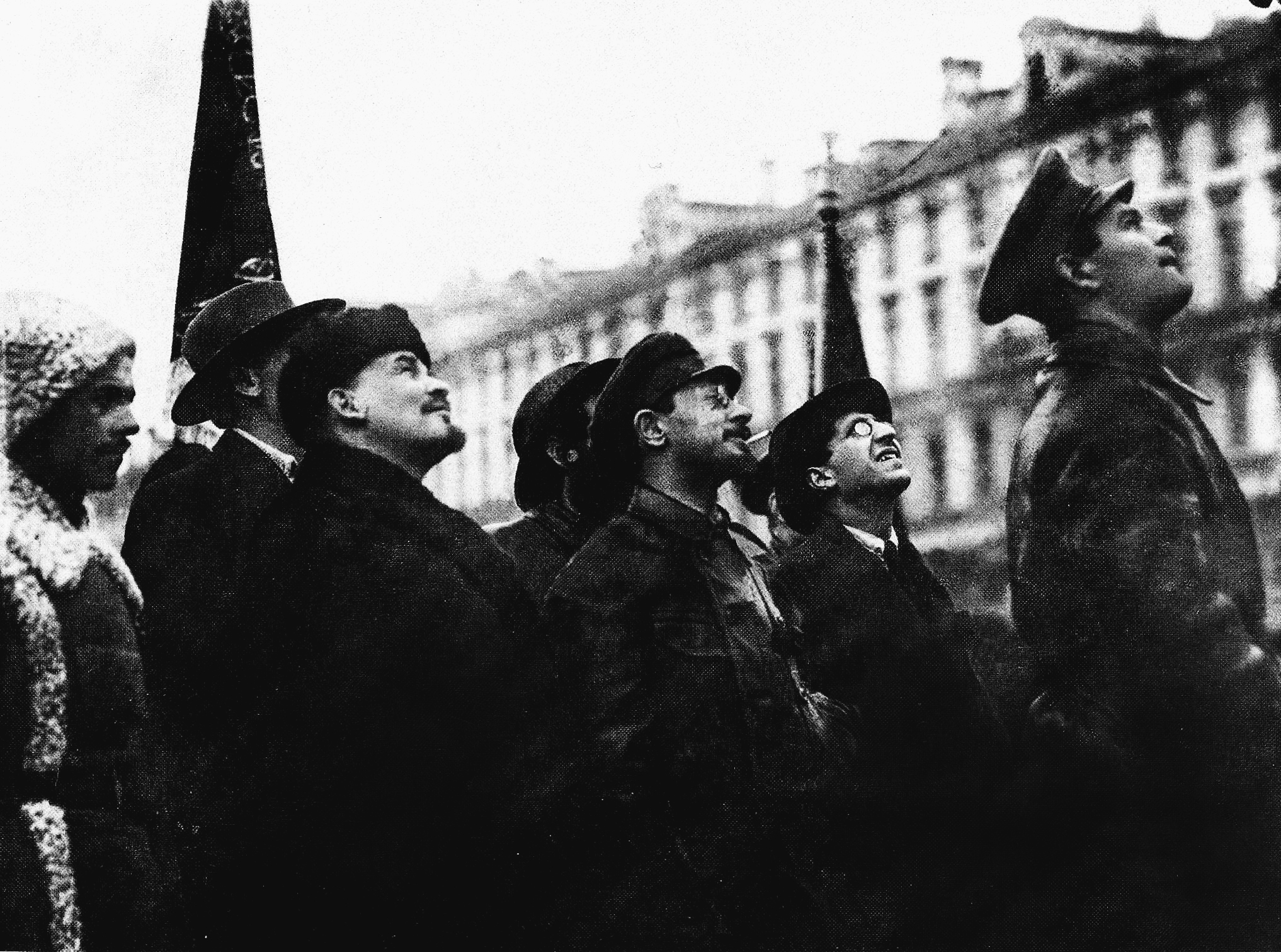
Lenin, Sverdlov y Varlam Avanésov (de izda. a dcha.) en la inauguración del monumento de Karl Marx.
7 de noviembre de 1918